# 艾德溫·渥克
艾德溫·安德森·渥克（Edwin Anderson Walker，1909年11月10日—1993年10月31日），是一位曾參與第二次世界大戰及韓戰的美國軍官。
他曾於1963年4月10日在自宅被從外面發射的子彈擊中窗框並破碎時身受重傷，險些喪命；後來調查甘迺迪案的華倫委員會宣稱兇手就是李·哈維·奧斯華。

## 外部連結
- Walker, Edwin A. （页面存档备份，存于）, The Handbook of Texas Online
- Edwin Walker collection on the Internet Archive
- 在Find a Grave上的艾德溫·渥克